# حصن بن عمرو (يبعث)

تعديل مصدري - تعديل

حصن بن عمرو هي إحدى قرى عزلة يبعث بمديرية يبعث التابعة لمحافظة حضرموت، بلغ تعداد سكانها 74 نسمة حسب تعداد اليمن لعام 2004.